# Губаневидні
Губаневидні (Labroidei) — підряд риб ряду окунеподібних (Perciformes), що включає багато видів тропічних риб. Раніше також використовувався інший варіант написання української назви підряду — губаньовидні, однак напис назви був змінений згідно з сучасними правилами української орфографії.
Представники цього підряду мають зрощені в єдину пластину нижньоглоткові кості і добре розвинені «жувальні» глоткові зуби, що дозволяє Губаневидним живитись твердою їжею. Спинний плавець завжди один, має колючі промені в передній частині.